# Kościół Świętych Piotra i Pawła w Tarnawatce
Kościół Świętych Piotra i Pawła w Tarnawatce – rzymskokatolicki kościół w Tarnawatce, wzniesiona ok. 1890 jako cerkiew prawosławna.

## Historia

### Okres prawosławny i unicki
W Tarnawatce w 1578 r. istniała prawosławna cerkiew parafialna, która po unii brzeskiej przeszła do Kościoła unickiego. W 1679 r. miejscowa parafia została erygowana po raz drugi jako unicka. Wtedy też we wsi wzniesiono nową drewnianą cerkiew. Została ona przemianowana na prawosławną w momencie likwidacji unickiej diecezji chełmskiej. Przy cerkwi funkcjonował cmentarz, który jeszcze przed zmianą wyznania w 1875 r. został przeniesiony za wieś. Po 1875 r. w Tarnawatce utworzono jeszcze jedną nekropolię prawosławną.
Murowana nowa cerkiew w Tarnawatce była jedną z jedenastu świątyń, które w latach 80. i 90. XIX w. zaprojektował dla parafii na ziemi chełmskiej Wiktor Syczugow. Plan opracowany przez architekta posłużył do wzniesienia dwóch świątyń - w Tarnawatce i w Kobylanach. Budynek przeznaczony był dla 400 wiernych. Obiekt pozostawał w rękach prawosławnych do bieżeństwa. Po wyjeździe prawosławnej ludności w głąb Rosji został zamknięty.

### Okres katolicki
Po zakończeniu I wojny światowej obiekt został zrewindykowany na rzecz Kościoła katolickiego. Niektórzy autorzy katoliccy utrzymują, że prawosławni mieszkańcy Tarnawatki sami zrzekli się praw do cerkwi, co Grzegorz Pelica uważa za nieprawdopodobne.
W związku ze zmianą wyznania świątyni w latach 1929-1930 świątynia została przebudowana, najważniejsze zmiany dotyczyły kształtu wieży. W czasie II wojny światowej kościół został przekazany przez niemiecką administrację okupacyjną prawosławnej diecezji chełmsko-podlaskiej i był współużytkowany przez prawosławnych i katolików. Po zakończeniu działań wojennych obiekt ponownie stał się wyłączną własnością parafii katolickiej.

## Architektura
Świątynia tarnawacka jest budowlą trójdzielną, jednonawową, z kwadratową nawą pokrytą dachem czteropołaciowym, który wieńczy niewielka cebulasta kopuła na cylindrycznym bębnie. Dzwonnica cerkiewna wznosi się nad przedsionkiem, również ją wieńczy kopuła.